# شائول

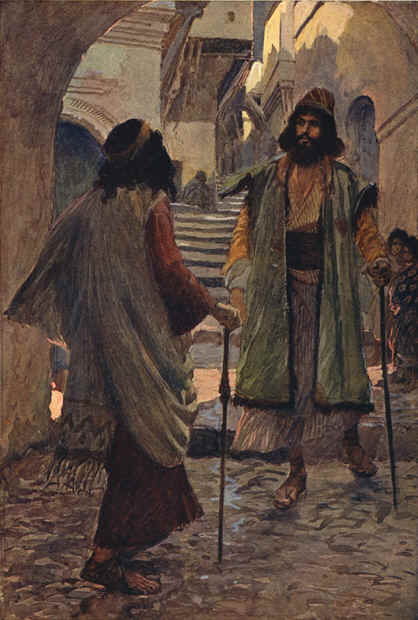
سموئیل شائول را ملاقات می‌کند.

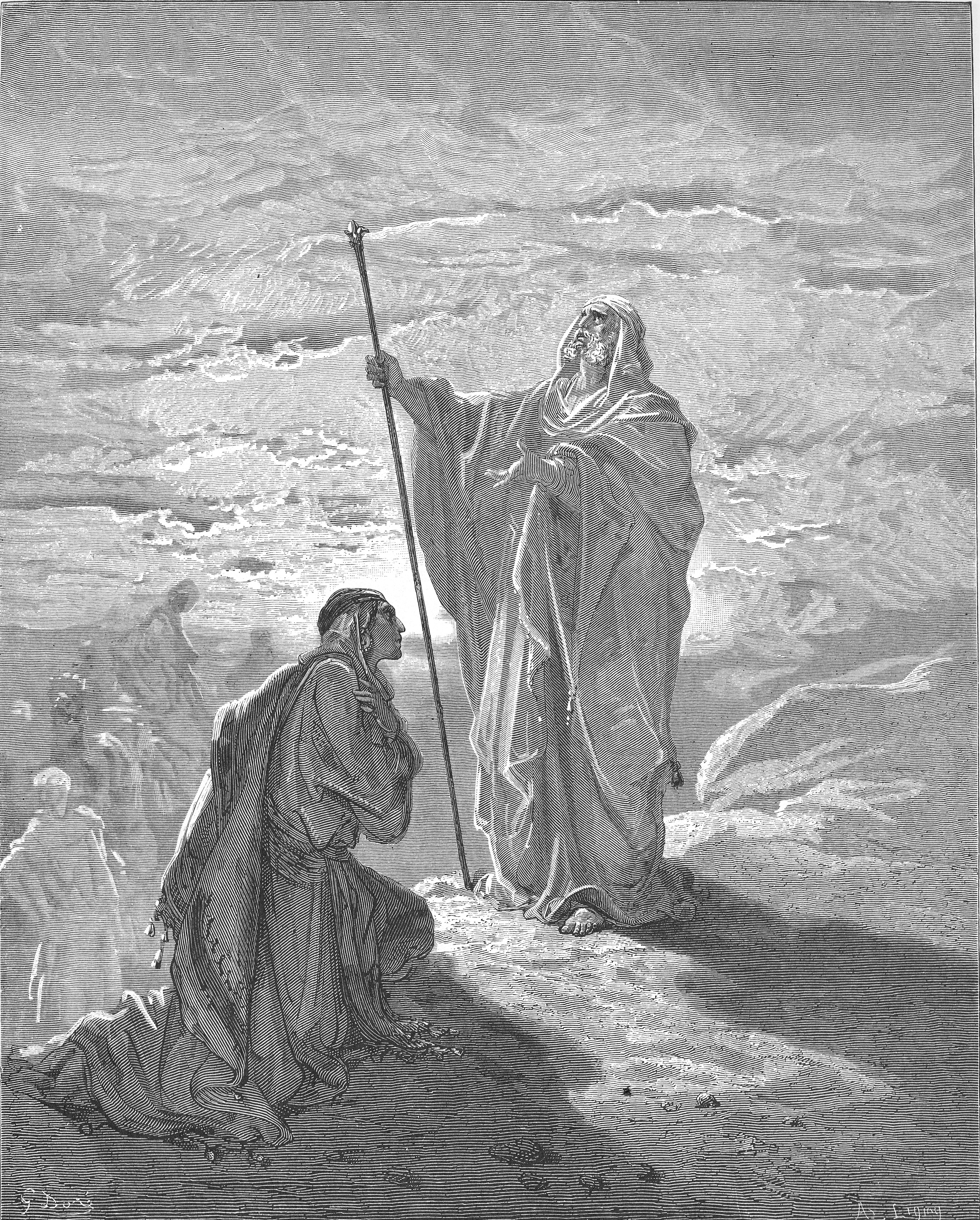
سموئیل شائول را مورد آمرزش قرار می‌دهد.

شائول (به عبری: שָׁאוּל با تلفظ شائول به معنای دعا کرده) (حدود ۱۰۷۹ قبل از میلاد تا ۱۰۰۷ قبل از میلاد) یا طالوت (در منابع اسلامی) نخستین پادشاه پادشاهی متحد اسرائیل بود. او توسط سموئیل مسح شد و بر گیباه حکومت می‌کرد. بر اساس داستان ذکر شده در تنخ او در جنگ با فلیسطی‌ها برای اینکه دستگیر نشود به وسیله افتادن بر روی شمشیر خودکشی کرد. در این جنگ سه فرزند او نیز کشته شدند. بعد از مرگ او اختلافی بین تنها فرزند پسر او ایش-بوشت و داماد او داوود درگرفت که در نهایت داوود جانشین او شد.
بیشتر نوشته‌ها در مورد شائول در عهد عتیق در کتاب سموئیل است. در قرآن نیز داستان شائول ذکر شده است.

## در عهد عتیق
بر اساس روایت تنخ، شائول پسر قیس از خاندان مطری‌ها و از قبیله بنیامین یکی از دوازده قبیله اسرائیل بود. به نظر می‌رسد که او از جبعه آمده‌است. شائول با اخینوعم، دختر اخیمهاص، ازدواج کرد، و از او حداقل پنج پسر (یوناتان، ابیناداب، ملکیشوع، یشوی و اشبعل) و دو دختر (میرب و میکال) به دنیا آورد. شائول همچنین کنیزی به نام رصفه، دختر ایه داشت که برای او دو پسر به‌نام‌های ارمونی و مفیبوشت به دنیا آورد.
کتاب اول سموئیل در سه فصل متوالی سه روایت از به سلطنت رسیدن شائول ارائه می‌دهد؛ طبق اول سموئیل باب ۹، شائول با خدمتکاری فرستاده می‌شود تا به دنبال الاغ‌های سرگردان پدرش بگردد. آن‌ها با خروج از خانه خود در جبعه، در نهایت به ناحیه صوف می‌رسند، در آن زمان شائول پیشنهاد می‌کند که جستجوی خود را رها کنند، خدمتکار شائول به او می‌گوید که آن‌ها اتفاقا در نزدیکی شهر رامه هستند، جایی که پیشگو معروفی در آن زندگی می‌کند، و پیشنهاد می‌کند که ابتدا با او مشورت کنند. پیشگو (که بعدا در متن به عنوان سموئیل شناخته شد) از شائول پذیرایی می‌کند و بعدا او را در خلوت مسح می‌کند. در باب ۱۰ اول سموئیل، ساموئل مردم را در مصفا جمع می‌کند تا پادشاهی را منصوب کند و به وعده قبلی خود برای انجام این کار عمل کرد. ساموئل مردم را بر اساس قبیله و سبط سازماندهی می‌کند. او با استفاده از اوریم و تومیم قبیله بنیامین را انتخاب می‌کند، از درون قبیله، طایفه مطری‌ را انتخاب می‌کند و از بین آن‌ها شائول را انتخاب می‌کند. شائول پس از انتخاب به عنوان پادشاه، همراه با تعدادی از پیروان خود به خانه خود در جبعه باز می‌گردد.

## مسح شدن
فرزندان سموئیل قابل اعتماد و صادق نبودند. رهبران اسراییل از اینکه فرزندان سموئیل بر آن‌ها حاکم شوند بسیار نگران بودند و از سموئیل خواستند که شاه دیگری به آن‌ها بدهد. شائول که مرد جوانی بود در این هنگام برای کاری از نزدیکی سموئیل عبور می‌کرد. خدا به سموئیل وحی کرد که او را مسح کند و او اولین پادشاه پادشاهی متحد اسراییل خواهد شد. شائول تا قبل از این اتفاق چوپانی می‌کرد. او دارای قدرت بدنی زیاد و قدی بلند بود. مردمان اسراییل مایل بودند مانند اقوام دیگر پادشاه داشته باشند و از این رو او را پادشاه (ملخ) می‌نامیدند ولیکن در کتاب سموئیل از واژه نگید به معنی فرمانده استفاده شده است.

### جنگ‌های مختلف
شائول جنگ‌های زیادی با اقوام مواب، آمونیت، ادومیت، زوباه، کنعان و امالک انجام داد.

### اختلاف
سموئیل به شائول گفت که یک هفته صبر کند تا او بازگردد و بقیه دستورالعمل‌ها را به او بدهد؛ ولیکن سموئیل بعد از یک هفته بازنگشت و مردم اسراییل بیقرار بودند. شائول آماده جنگ شد و دستور داد که برای خداوند قربانی انجام شود. در زمانی که این قربانی‌ها تقریباً تمام شده بود سموئیل بازگشت و از اینکه شائول برای او صبر نکرده بود بسیار ناراحت شد. وقتی نبرد با فلیسطی‌ها تمام شد سموئیل به شائول گفت که تمامی قوم عمالیق را بکشد. شائول به قوم کنیت که در بین عمالیق زندگی می‌کردند خبر داد تا آنجا را ترک کنند. سپس شائول به عمالیق حمله کرد و تمامی مردان و زنان و کودکان و حتی حیوانات آن‌ها را نابود کرد؛ ولیکن او عجاج پادشاه آنان و بهترین حیوانات را زنده نگهداشت. وقتی سموئیل دید که او دستور او را به صورت کامل انجام نداده است خود دست به کار شد و شمشیر شائول را گرفت و به دست خود عجاج را شقه شقه کرد و به شائول گفت که خدا پادشاهی را از او گرفته است و تاج و تخت به اعقاب او نمی‌رسد. شائول عصبانی شد و قسمتی از لباس سموئیل را گرفت و پاره کرد.

### شائول و داوود
سموئیل با یسی پدر داوود ملاقات می‌کند و یسی فرزندان پسر خود را یکی یکی به حضور سموئیل می‌آورد ولیکن او همه را رد می‌کند. تا زمانی که داوود پسر کوچکتر یسی به حضور سموئیل آورده می‌شود و سموئیل او را انتخاب کرده و مسح می‌کند. در ادامه داستان شائول تحت فشار است و درخواست موسیقی می‌کند. داوود پسر یسی که نوازنده چیره‌دستی است برای او شروع به نواختن می‌کند و او آرامش میابد. از این زمان داوود به‌طور اختصاصی در کنار شائول است.

## در اسلام
در قرآن نام شائول به عنوان طالوت شناخته می‌شود. بر اساس داستان قرآنی طالوت توسط سموئیل (بدون ذکر نام) به عنوان پادشاه اسراییل انتخاب می‌شود؛ ولیکن اسراییلی‌ها سموئیل را مورد انتقاد قرار می‌دهند زیرا طالوت ثروتمند نبود. سموئیل از مردم انتقاد می‌کند و می‌گوید که طالوت در نزد خداوند عزیزتر از آنان است. طالوت سپاه را به جنگ جالوت می‌برد و جالوت به دست داوود کشته می‌شود. طالوت در اسلام معمولاً به عنوان پیامبر شناخته نمی‌شود بلکه به عنوان پادشاهی که از جانب خدا برگزیده شده بود است. بعضی اعتقاد دارند که نام طالوت در قرآن ارتباطی با قد بلند طالوت دارد و از ریشه طول و طویل است.
در قرآن بعد از انتخاب شدن طالوت به عنوان اولین پادشاه اسراییل و رد شدن او توسط مردم خداوند به عنوان نشانه پادشاهی او تابوت عهد را بازمی‌گرداند.
طالوت سپاهیان خود را با رودخانه آزمایش می‌کند و می‌گوید که هر کسی از آب بنوشد از او نیست و هر که ننوشد با اوست. بیشتریان به غیر از اندکی می‌نوشند. طالوت به جنگ جالوت می‌رود و داوود جالوت را شکست می‌دهد. داستان قرآنی با داستان تنخ متفاوت است زیرا در تنخ تابوت عهد قبل از طالوت به دست اسراییلیان بازمی‌گردد و آزمایش رودخانه در تنخ نه توسط شائول و بلکه توسط جدعون اتفاق میفتند.

## مراجع
1. ↑  Finkelstein, Israel (2006). "The Last Labayu: King Saul and the Expansion of the First North Israelite Territorial Entity".  In Amit, Yairah; Ben Zvi, Ehud; Finkelstein, Isreal;  et al. (eds.). Essays on Ancient Israel in Its Near Eastern Context: A Tribute to Nadav Naʼaman. Eisenbrauns. pp. 171 ff. ISBN 978-1-57506-128-3. Retrieved 2016-03-02.
2. ↑  title = A Basic Dictionary of Bible People | author = Julien Chilcott-Monk | pub = Hymns Ancient and Modern Ltd, 2004 pg = 10
3. ↑  Van der Toorn, Karel (1993). "Saul and the rise of Israelite state religion". Vetus Testamentum. XLIII (4). JSTOR 1518499.
4. ↑  1 Samuel 14:49 lists three sons – Jonathan, and Ishvi, and Malchi-shua – and the two daughters. But see also 2 Samuel 2:8 and 1 Chronicles 8:33
5. ↑  2 Samuel 21:8
6. ↑  1 Samuel 9
7. ↑  Driscoll, James F. (1912). "Saul". The Catholic Encyclopedia. Vol. 13. New York: Robert Appleton. Retrieved 15 September 2014.
8. ↑  1 Samuel 8
9. ↑  Cambridge Bible for Schools and Colleges on 1 Samuel 10, accessed 1 May 2017.
10. ↑  1 Samuel 10:17-24
11. ↑  ""Saul, First King of Israel", Chabad.org".

- مشارکت کنندگان ویکی‌پدیای انگلیسی، صفحه Saul، بازدید شده در اردیبهشت ۹۳.